# آنتونین بابیشون
آنتونین بابیشون (انگلیسی: Antonin Bobichon؛ زادهٔ ۱۴ سپتامبر ۱۹۹۵) بازیکن فوتبال اهل فرانسه است که در پست هافبک بازی می‌کرد.
از باشگاه‌هایی که در آن بازی کرده‌است می‌توان به باشگاه فوتبال نیم المپیک و باشگاه فوتبال نانسی اشاره کرد.